# 유오 (후한)
유오(劉囂, ? ~ ?)는 후한 후기의 관료로, 자는 중녕(重寧)이며 형주 장사군 사람이다. 오(囂)는 효라고도 읽는다.

## 행적
건녕 2년(169년) 6월, 허허의 뒤를 이어 사공에 임명되었다. 이듬해인 건녕 3년(170년) 7월에 파직되었다.